# Alacakaya
Alacakaya (zazaisch Ğuleman, Ğulaman) ist eine Stadt und Hauptort des gleichnamigen Landkreises in der türkischen Provinz Elâzığ. Die Stadt liegt etwa 81 Straßenkilometer von Elâzığ entfernt in östlicher Richtung. Sie beherbergt über zwei Fünftel der Landkreisbevölkerung (2020: 41,15 %).
Der Landkreis wurde 1990 von Ostteil des Landkreises Maden abgespalten. Bis dahin war er ein Teil des Bucak Merkez in diesem Kreis. Er grenzt an den Kreis Palu im Norden, den Kreis Arıcak im Osten und an den Kreis Maden im Westen. Im Süden bildet die Provinz Diyarbakır (Kreis Dicle) die Grenze.
Der Kreis besteht neben der Kreisstadt noch aus zehn Dörfern (Köy) mit durchschnittlich 358 Bewohnern. Çakmakkaya ist mit 795 Einwohnern das größte Dorf.
Der Landkreis Alacakaya ist mit einer Fläche von 318 km² der zweitkleinste der Provinz. Ende 2020 lag Alacakaya mit 6076 Einwohnern auf dem vorletzten Platz der bevölkerungsreichsten Landkreise in der Provinz Elâzığ. Die Bevölkerungsdichte liegt mit 19 Einwohnern je Quadratkilometer unter dem Provinzdurchschnitt (63 Einwohner je km²).